# Дейр-Мавас
Дейр-Мава́с (араб. دير مواس‎) — город в центральной части Египта, расположенный на территории мухафазы Эль-Минья.

## Географическое положение
Город находится на юге мухафазы, в левобережной части долины реки Нил, на расстоянии приблизительно 52 километра к югу от Эль-Миньи, административного центра провинции. Абсолютная высота — 34 метра над уровнем моря.

## История
18 марта 1919 года жители Дейр-Маваса присоединились к антибританской революции, которая прокатилась по всему Египту. Они заблокировали железнодорожные пути и убили несколько британских офицеров. Англичане в отместку казнили ряд гражданских лиц города. 18 марта стал официальным днём мухафазы Эль-Минья в память казненных англичанами.

## Район
Район марказа Дейр-Мавас включает в себя 5 сельских меджлисов.

## Демография
По данным переписи 2006 года численность населения Дейр-Мавас составляла 40 633 человека.
Динамика численности населения города по годам:
| 1996   | 2006   |
| ------ | ------ |
| 33 194 | 40 633 |